# تپه قالوه
تپه قالوه مربوط به دوران‌های تاریخی پس از اسلام است و در شهرستان مهران، بخش صالح آباد، روستای گلان واقع شده و این اثر در تاریخ ۱۴ مرداد ۱۳۸۲ با شمارهٔ ثبت ۹۵۱۸ به‌عنوان یکی از آثار ملی ایران به ثبت رسیده است.